# Pulveraffe

Ein Pulveraffe auf einem Schiff der Nordstaaten während des Amerikanischen Bürgerkriegs (Aufnahme zwischen 1864 und 1865)

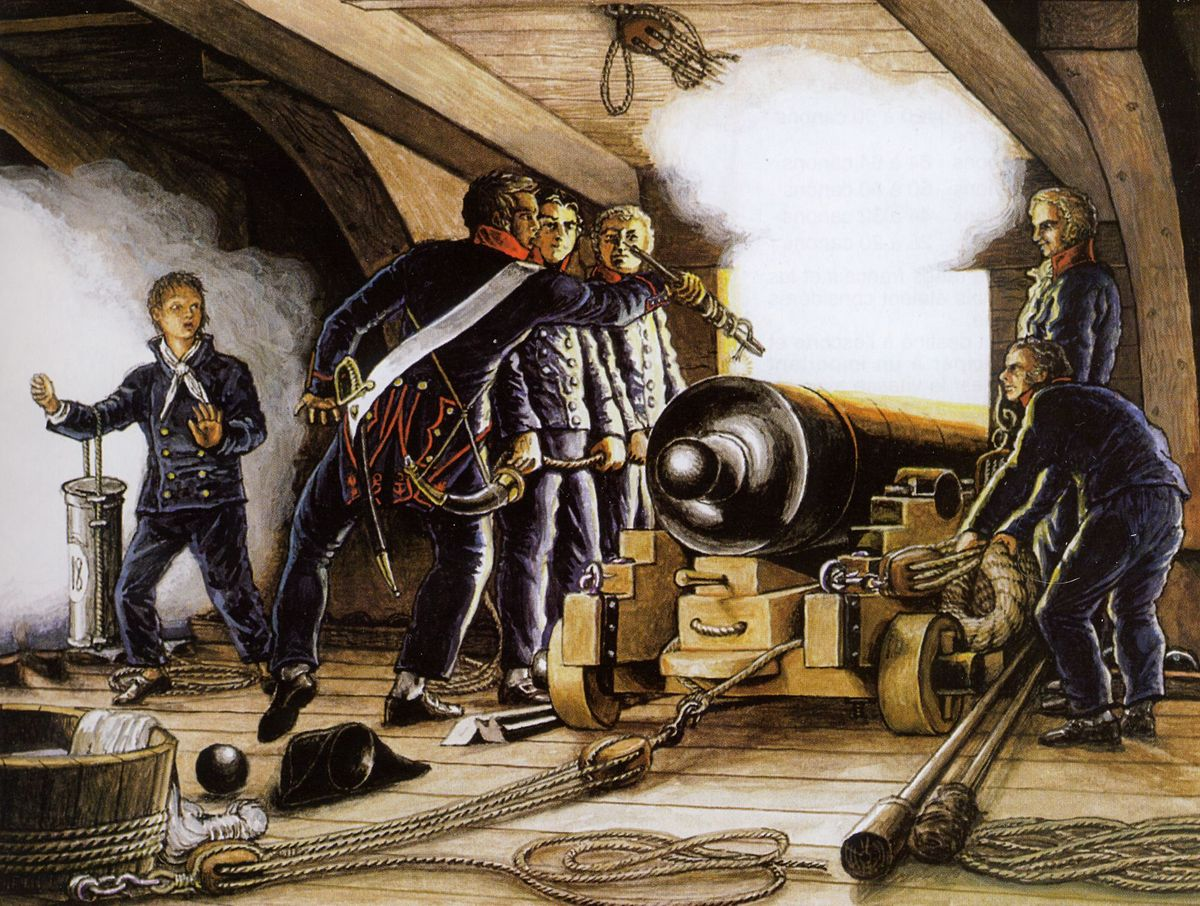
Pulveraffe (links) auf einem Linienschiff. Gemälde aus der ersten Hälfte des 19. Jahrhunderts von Louis-Philippe Crépin

Als Pulveraffen oder Pulveräffchen wurden Kinder bezeichnet, die im Zeitalter der Segelschifffahrt vornehmlich auf Kriegs- und Kaperschiffen als Läufer in den Geschützdecks eingesetzt wurden.

## Arbeitsbedingungen und Hierarchien
Pulveraffen hatten die Aufgabe, während des Gefechts Schwarzpulver aus der Pulverkammer des Schiffes zu holen und zu den Geschützbedienungen zu bringen. Für diese Aufgabe wurden oft Jungen im Alter von 10 bis 14 Jahren eingesetzt („Pulverjungen“), die für die regulären Arbeiten eines Schiffsjungen noch zu klein oder zu schwach waren. Ihre geringe Körpergröße war in den engen und niedrigen Geschützdecks dabei von Vorteil.
Pulveraffen standen in der Rangordnung innerhalb der Schiffsbesatzung an unterster Stelle und waren den Launen z. T. gewalttätiger Matrosen, Bootsleute und Offiziere häufig schutzlos ausgeliefert. Die betreffenden Jungen – oft Waisen oder Ausreißer – wurden von den Anwerbern teilweise mit Tricks, leeren Versprechungen und manchmal auch gewaltsam auf die Schiffe gebracht, ähnlich wie auch bei der verbreiteten Praxis des Schanghaiens oder des Pressens von Seeleuten verfahren wurde. Teilweise wurden sie auch von ihren Eltern aus wirtschaftlicher Not an die Schiffskapitäne gegeben oder sogar verkauft.
Allerdings dienten auch ältere Männer (und manchmal auch Frauen) im Gefecht als Pulveraffen. Auf einem Dreidecker waren bis zu 90 Personen notwendig, um Pulver und Geschosse zu den Kanonen zu bringen, aber selbst Nelsons Dreidecker Victory hatte bei 850 Mann Besatzung nur 31 Jungen an Bord. An den Aufgängen zwischen den Decks waren kräftigere Männer postiert, während die Jungen von den Aufgängen zu den Geschützen liefen. Da zumeist nur die Kanonen auf einer Schiffsseite im Gefecht standen, konnten die Jungen relativ leicht auf der anderen Seite hin und her laufen, um die in sicherem Abstand hinter den Geschützen stehenden Pulverboxen zu füllen, damit dort immer zwei feuerfertige Kartuschbeutel bereitlagen. Die Jungen hatten außerdem die wichtige Aufgabe, verschüttetes Pulver sofort mit Wasser unschädlich zu machen und somit Explosionen zu verhindern.
Pulverjunge war eine Einstiegsposition auf Kriegsschiffen und damit bei der Marine, allerdings war es selten, dass jemand eine Position jenseits der Mannschaftsdienstgrade erreichen konnte.

## Englische Jugendliteratur
Die englischsprachige Jugendliteratur enthält zahlreiche Bücher zum Thema „Powder Monkey“, so z. B.:
- William Henry Giles Kingston: From Powder Monkey to Admiral. A story of naval adventure. Hodder & Stoughton, London 1879 (Neuauflage 2007).
- George Manville Fenn: The Powder Monkey. Althemus Books, Philadelphia 1906.
- Adam Hardy: Powder Monkey. New English Library, London 1973, ISBN 0-450-01621-8.
  - deutsch: Fox, seiner Majestät Leutnant. Ullstein, Frankfurt am Main 1996, ISBN 3-548-23922-6.
- Paul Dowswell: Powder Monkey. Bloomsbury, London 2006, ISBN 0-7475-7721-8.
  - deutsch: Die Abenteuer des Sam Witchall. Bloomsbury, Berlin 2006, ISBN 3-8270-5139-8.

## Trivia
- Mr. Hurley & Die Pulveraffen ist der Name einer deutschsprachigen Piraten-Folk-Band aus dem  „karibischen“ Osnabrück